# Baltimore (Vermont)
Baltimore – miasto w Stanach Zjednoczonych, w stanie Vermont, w hrabstwie Windsor.